# 長柄橋

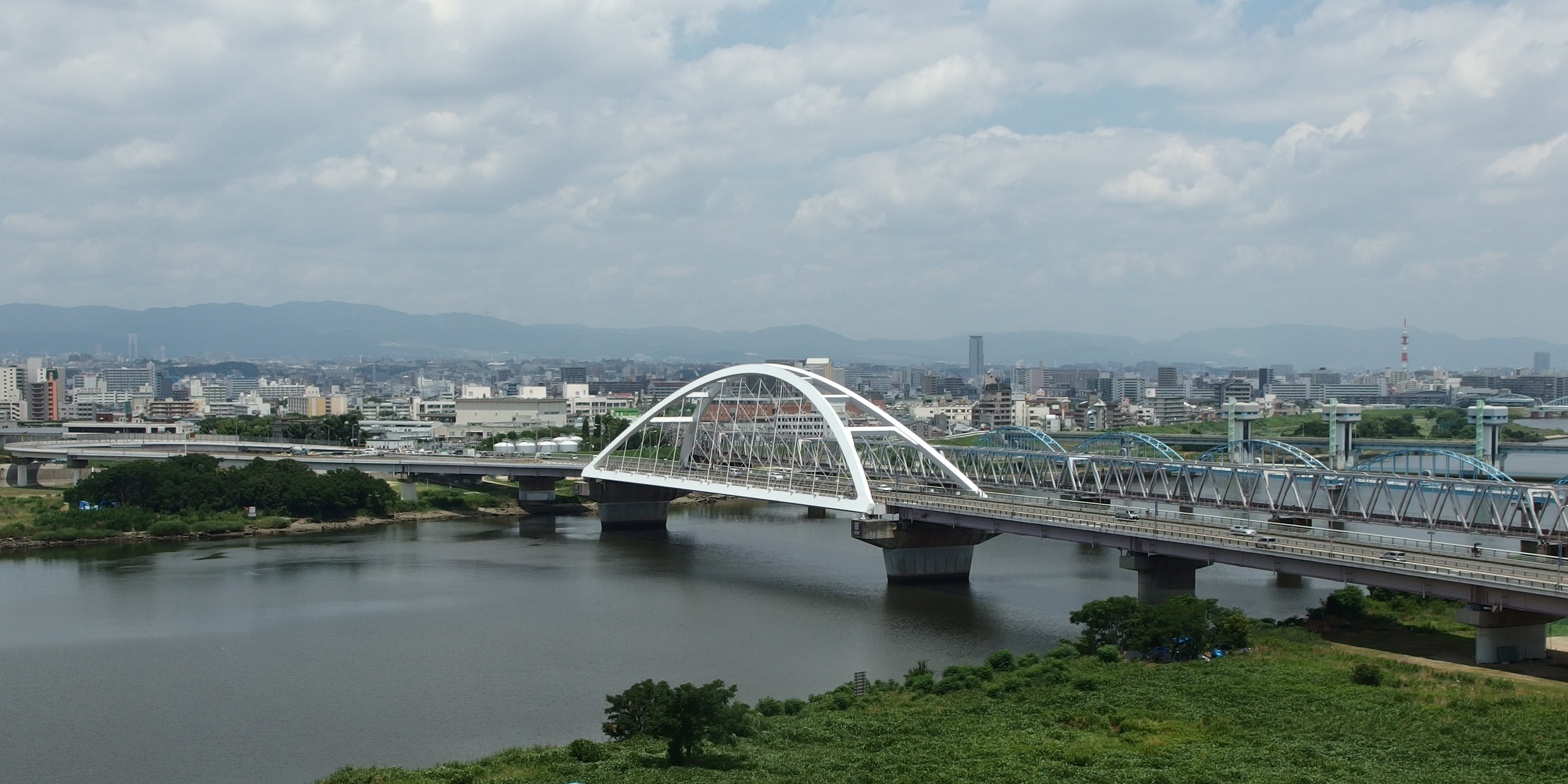
長柄橋

長柄橋（ながらばし）は、淀川に架かるアーチ橋である。大阪市北区本庄東と大阪市東淀川区柴島とを結ぶ全長656.4m、幅員20mの橋である。 大阪府道・京都府道14号大阪高槻京都線の一部である。浪速の名橋50選に選定されている。

## 概要

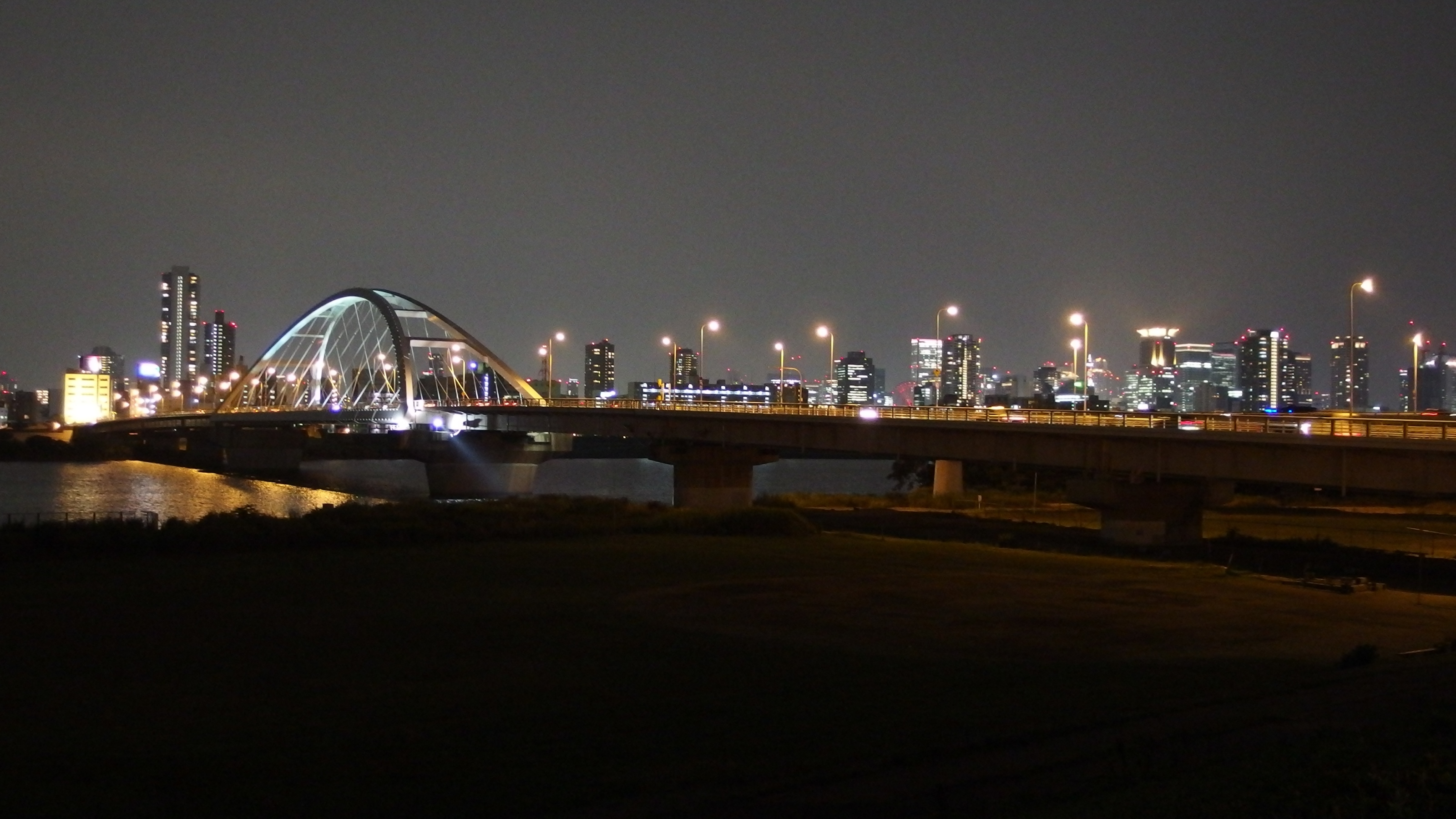
右岸上流から望む夜景

### 長柄橋
- 種別：鋼道路橋
- 形式：バスケットハンドル型ニールセンローゼ他
- 橋長：655.60m　長柄小橋43.10m
- 支間：最大153.00m
- 幅員：20.00m
- 橋脚：壁式鉄筋コンクリート
- 基礎：ケーソン
- 着工：1973年（昭和48年）12月
- 完成：1983年（昭和58年）3月
- 工費：53億円

### 長柄バイパス
長柄橋北詰交差点の混雑を解消するため、この付近の交通の立体化を図ることとなった。経済的な見地から、バイパスの延長を短縮するため、その始点部を在来橋の中腹に結合させるユニークな形となる。
- 形式：3径間連続曲線鋼床版箱桁他
- 橋長：358.93m
- 幅員：7.00m
- 着工：1964年（昭和39年）9月
- 完成：1981年（昭和56年）8月

## 橋の沿革
1909年（明治42年）に、新淀川にかかる最初の橋として、官設鉄道東海道本線で1874年の阪神間開業以来使用されていたイギリス・ダーリントン・アイアン(Darlington Iron)社製PP-1形70フィート級錬鉄製3主構ポニーワーレントラス桁を2主構に組み替えた上で11連を転用し、この地に初代長柄橋が架設された。
1936年（昭和11年）にゲルバー式鋼鈑桁による2代目長柄橋へと架け替えられた。第二次世界大戦末期には戦災に巻き込まれ、1945年6月7日には長柄橋南詰め付近で、アメリカ海軍艦載機の機銃掃射により400人余の死者を出す「長柄橋惨事」が起きた。被害者の大半は女性と子供であった。戦災で損傷した長柄橋は、補修工事などの上、戦後も引き続き使用された。戦後の交通量の増加により、従来の橋に継ぎ足す形で、1964年（昭和39年）に長柄バイパスを増設。
現在の長柄橋は、1971年（昭和46年）から始まった淀川改修計画に基づき、1973年（昭和48年）から掛け替え工事が始まり、10年後の1983年（昭和58年）に完成した。

## 古代の長柄橋
「嵯峨天皇の御時、弘仁三年夏六月再び長柄橋を造らしむ、人柱は此時なり（1798(寛政10)／秋里籬島／攝津名所圖會）(なお推古天皇の21年架橋との説もある。)」と長柄橋の名は、古代より存在した。しかしこの長柄橋は、現在の場所とは異なる場所にあり（当時は川筋が現在とはかなり違った）、現在の大阪市淀川区東三国付近と吹田市付近とを結んでいたとされているが、正確な場所についてははっきりしない。
弘仁の時代に掛けられたこの橋は、川の中の島と島をつないだものだったようだが、約40年後の仁寿三年（853年）頃、水害によって廃絶。周辺がたびたび氾濫し川幅が広かったことや、9世紀後半が律令政治が弱体化した時期でもあったことで、杭だけを水面に残し中世を通じてついに再建されなかった。しかし、摂関時代以後の中世に、この存在しない橋が貴族たちの間で「天下第一の名橋」と称され、歌や文学作品に多数取り上げられることとなった。和歌のほとんどは、水面にわずかに残った橋桁を詠んだものであり、貴族階級たちが没落した我が世と対比して、長柄橋を建立した律令時代の華やかさへの憧憬と願望をこめたものとなっている。たとえば、赤染衛門は次のように歌を詠んだ。
また、鎌倉時代の歌人藤原家隆は次の歌を残した。
貴族階級のこの意識に支えられて、長柄橋は「幻の名橋」と位置づけられ、能因法師が「長柄橋架設の際に出た」と称する鉋屑を秘蔵していて、貴族たちをうらやましがらせたという話や、後鳥羽上皇が橋柱の朽ち残ったもので文台を作らせ和歌所に置いた話など、いくつもの挿話が形成されている。

### 人柱伝説
民間での伝承では、長柄橋の人柱に関する伝説が残っている。これは南北朝期にはすでに東国方面まで知られていたもので、神道集には次のような説話が記されている。
神道集のこの説話は大坂地方の人々の間に広く語り継がれ、若干変形した形で近世の随筆類に散見されることとなった。よく知られたものに、以下がある。
現在の大阪市淀川区東三国の大願寺に、古代長柄橋の人柱碑が残っている。長柄人柱伝説は、「長柄の人柱」や「雉も鳴かずば撃たれまい」という「口は災いのもと」という意味のことわざの由来とされている。
これと似た人柱伝説は長野県の犀川に架かる久米路橋にも伝わる（キジも鳴かずばも参照）。

## 祈念像
橋の南詰に「明倫観世音菩薩」の像が建立されている。碑には昭和20年6月7日にこの橋畔で死んだ空襲犠牲者と淀川水難犠牲者の冥福を祈るためと記されている。